# Перелюбский район
Перелю́бский райо́н — административно-территориальная единица (район) и муниципальное образование (муниципальный район) в Саратовской области России.
Административный центр — село Перелюб.

## География
Крайний восточный район области. Расположен на Сыртовой равнине в бассейнах рек Камелик и Сестра (приток Большого Иргиза). Рельеф равнинный, расчленённость территории проявляется преимущественно на востоке, пейзажи сухой степи однообразны.
Протяжённость автодорог общего пользования с твёрдым покрытием — 278,8 км.

## История
23 июля 1928 года был образован Смоленский район с центром в с. Смоленка в составе Пугачёвского округа Нижне-Волжского края. В его состав вошла территории бывших Перелюбской и Смоленской волостей Пугачёвского уезда Самарской губернии.
В начале 30-х годов райцентр был перенесен в с. Перелюб, а район переименован в Перелюбский.
С 1934 года район в составе Саратовского края, с 1936 года — в Саратовской области.

## Население
| 1989    | 2002    | 2009    | 2010    | 2011    | 2012    | 2013    |
| ------- | ------- | ------- | ------- | ------- | ------- | ------- |
| 18 262  | ↗19 280 | ↘17 798 | ↘14 747 | ↘14 726 | ↘14 521 | ↘14 312 |
| 2014    | 2015    | 2016    | 2017    | 2018    | 2019    | 2020    |
| ↘14 090 | ↘13 819 | ↘13 605 | ↘13 410 | ↘13 215 | ↘12 995 | ↘12 751 |
| 2021    |         |         |         |         |         |         |
| ↘11 558 |         |         |         |         |         |         |

### Национальный состав
Район многонациональный, встречаются как мононациональные поселения, например башкиры (Байгундино, Калинин Кузябаево, Кунакбаев, Кучумбетово), так и смешанные; курды (Новый, Целинный, Иваниха, Марьевка), казахи (Тараховка, Целинный, Пригорки).
| №  | Национальность | 1939 год        | 2020 год..     |
| -- | -------------- | --------------- | -------------- |
| 1  | Русские        | 11 142 (75,8 %) | 8 010 (71.5 %) |
| 2  | Казахи         | 898 (6,1 %)     | 1 061 (9,5%)   |
| 3  | Башкиры        | 699 (4,8 %)     | 712 (6.3%)     |
| 4  | Курды          | -               | 547 (4,9%)     |
| 5  | Украинцы       | 1 752 (10,2 %)  | 66             |
| 6  | Чуваши         | 2               | 88             |
| 7  | Лезгины        | -               | 140            |
| 8  | Азербайджанцы  | 1               | 164            |
| 9  | Белорусы       | 24              | 56             |
| 10 | Татары         | 69 (0,5 %)      | 87             |
| 11 | Немцы          | 59 (0,4 %)      | -              |
| 12 | Другие         | 64              | 268            |
| 13 | Не указали     | 2               | 203            |
| 14 | Всего          | 14 712          | 11 402         |

## Муниципально-территориальное устройство
В Перелюбский муниципальный район входят 12 муниципальных образований со статусом сельского поселения:
| №  | Муниципальное образование | Административный центр | Количество населённых пунктов | Население | Площадь, км2 |
| -- | ------------------------- | ---------------------- | ----------------------------- | --------- | ------------ |
| 1  | Грачёво-Кустовское        | село Грачёв Куст       | 3                             | ↘663      | 204,07       |
| 2  | Иванихинское              | село Иваниха           | 3                             | ↘681      | 275,70       |
| 3  | Кучумбетовское            | село Кучумбетово       | 4                             | ↘387      | 275,42       |
| 4  | Молодёжное                | посёлок Молодёжный     | 3                             | ↘862      | 302,93       |
| 5  | Натальиноярское           | село Натальин Яр       | 4                             | ↘720      | 470,32       |
| 6  | Нижнепокровское           | село Нижняя Покровка   | 3                             | ↘560      | 238,87       |
| 7  | Октябрьское               | посёлок Октябрьский    | 3                             | ↘541      | 249,92       |
| 8  | Первомайское              | село Калинин           | 5                             | ↘419      | 344,25       |
| 9  | Перелюбское               | село Перелюб           | 7                             | ↗4983     | 515,69       |
| 10 | Смородинское              | село Смородинка        | 4                             | ↘759      | 320,61       |
| 11 | Тепловское                | посёлок Тепловский     | 4                             | ↘361      | 256,28       |
| 12 | Целинное                  | посёлок Целинный       | 3                             | ↘622      | 236,76       |

В рамках организации местного самоуправления в 2005 году в новообразованном муниципальном районе были созданы 12 сельских поселений.

## Населённые пункты
В Перелюбском районе 44 населённых пунктов.
| №  | Населённый пункт  | Тип                     | Население | Муниципальное образование |
| -- | ----------------- | ----------------------- | --------- | ------------------------- |
| 1  | Алексеевка        | село                    | 3         | Кучумбетовское            |
| 2  | Аннин Верх        | деревня                 | ↘119      | Грачёво-Кустовское        |
| 3  | Байгундино        | деревня                 | 46        | Перелюбское               |
| 4  | Богдановка        | хутор                   | ↗160      | Натальиноярское           |
| 5  | Большая Тарасовка | село                    | ↘221      | Молодёжное                |
| 6  | Бригадировка      | хутор                   | ↘318      | Перелюбское               |
| 7  | Верхняя Покровка  | деревня                 | ↘65       | Нижнепокровское           |
| 8  | Грачёв Куст       | село                    | ↘784      | Грачёво-Кустовское        |
| 9  | Гусарка           | посёлок                 | ↘115      | Молодёжное                |
| 10 | Даниловка         | деревня                 | 13        | Тепловское                |
| 11 | Иваниха           | село                    | ↘620      | Иванихинское              |
| 12 | Калинин           | село                    | ↘316      | Первомайское              |
| 13 | Ковыльный         | посёлок                 | 9         | Тепловское                |
| 14 | Кожевский         | посёлок                 | ↘92       | Тепловское                |
| 15 | Кондукторовский   | хутор                   | ↘134      | Перелюбское               |
| 16 | Кузябаево         | деревня                 | ↘66       | Первомайское              |
| 17 | Кунакбаев         | хутор                   | ↘62       | Первомайское              |
| 18 | Куцеба            | хутор                   | 53        | Натальиноярское           |
| 19 | Кучумбетово       | село                    | ↘266      | Кучумбетовское            |
| 20 | Марьевка          | село                    | ↘189      | Иванихинское              |
| 21 | Молодёжный        | посёлок                 | ↘844      | Молодёжное                |
| 22 | Натальин Яр       | село                    | ↘534      | Натальиноярское           |
| 23 | Наука             | хутор                   | 1         | Грачёво-Кустовское        |
| 24 | Нижняя Покровка   | село                    | ↘599      | Нижнепокровское           |
| 25 | Николаевка        | деревня                 | ↘178      | Кучумбетовское            |
| 26 | Новокачановский   | хутор                   | ↘45       | Октябрьское               |
| 27 | Новый             | посёлок                 | ↘74       | Целинное                  |
| 28 | Новый Перелюб     | железнодорожная станция | ↘318      | Смородинское              |
| 29 | Октябрьский       | посёлок                 | ↘656      | Октябрьское               |
| 30 | Перелюб           | село                    | ↘4575     | Перелюбское               |
| 31 | Поперечный        | хутор                   | ↘120      | Октябрьское               |
| 32 | Пригорки          | посёлок                 | ↘350      | Смородинское              |
| 33 | Рубцовка          | хутор                   | 6         | Иванихинское              |
| 34 | Саблерский        | хутор                   | ↘141      | Перелюбское               |
| 35 | Смоленка          | село                    | 7         | Смородинское              |
| 36 | Смородинка        | село                    | ↘430      | Смородинское              |
| 37 | Стерликов         | хутор                   | ↘117      | Первомайское              |
| 38 | Тараховка         | хутор                   | ↘380      | Натальиноярское           |
| 39 | Тепловский        | посёлок                 | ↘468      | Тепловское                |
| 40 | Фадин             | хутор                   | 14        | Перелюбское               |
| 41 | Харитоновка       | село                    | ↘140      | Нижнепокровское           |
| 42 | Холманка          | село                    | ↘214      | Кучумбетовское            |
| 43 | Целинный          | посёлок                 | ↘686      | Целинное                  |
| 44 | Чапаевский        | хутор                   | ↘0        | Перелюбское               |

Упразднённые населённые пункты:
- Степной, Журавли

## Экономика
Район сельскохозяйственный, производятся зерновые и продукция животноводства.
Богатства района — нефть, газ, горючие сланцы, залежи которых оцениваются как крупнейшие в области. В последние годы ведутся работы по разведке и разработке отдельных газо-нефтеносных площадей.
По результатам геологоразведки в 2020–2021 гг. Восточно-Перелюбского и Западно-Перелюбского участков (51,2 млн т по категория A, B и C1, 1,43 млрд т по C2). Еще на четырех участках «Саратовкалия» геологоразведка завершится в 2023 г., пояснили в Роснедрах. Ожидаемый прирост запасов на них оценен в объеме до 400 млн т.
В отчете за 2020 г. «Еврохим» сообщал, что «Саратовкалий» включает шесть участков (Западно-Перелюбский, Восточно-Перелюбский, Центрально-Иванихинский, Западно-Иванихинский, Западно-Целинный и Восточно-Целинный) и позволяет подготовить к освоению месторождение мощностью до 2 млн т хлорида калия в год. Согласно соцсетям компании, Западно-Петриковское и Восточно-Петриковское месторождения (открыты на первых двух участках) могут содержать 7 млрд т сильвинитовой руды и этого хватит на 200 лет добычи. «Еврохим» выиграл аукционы на Восточно-Перелюбский и Западно-Перелюбский участки в 2012 г. В феврале 2017 г. компания создала для их разработки дочернее ООО «Еврохим-Саратовкалий».

## Достопримечательности
Достопримечательностью является государственный заказник, занимающий четвёртую часть территории района, в нём обитают занесённые в Красную книгу — дрофа, стрепет, барсук, степной сурок.

## Культура
В селе Перелюб расположен районный дом культуры, в котором проводятся концерты, театральные постановки, дискотеки.